# Céruse
La céruse, encore appelée blanc de Saturne, blanc de plomb ou blanc d'argent, est un pigment synthétique blanc opaque à base de plomb. C'est un « carbonate de plomb basique » de formule chimique 2 PbCO3·Pb(OH)2, siccatif dans les peintures à l'huile. La céruse est un produit de la chimie, mais elle existe aussi dans la nature sous le nom d'hydrocérusite, un minéral.
Le blanc de plomb a servi à fabriquer des peintures et du fard blanc dès l'Antiquité. Sa toxicité, connue depuis l'époque romaine, est affirmée au XVIIIe siècle. Cependant, réputé être le meilleur pigment blanc, il reste en usage même après la mise dans le commerce d'alternatives, d'abord le blanc de zinc au XIXe siècle, puis le blanc de titane au XXe siècle. Son usage est interdit au début du XXe siècle. La diminution de l'emploi de la peinture à l'huile hors du domaine des beaux-arts lui a fait perdre son importance.

## Usage
Le carbonate de plomb est un pigment lourd, d'une densité de 6,70 ; son indice de réfraction, de 1,94 à 2,09, est moyen, mais suffisant pour le rendre opaque. Certains procédés ont utilisé son affinité avec l'huile pour le débarrasser de son eau (PRV).
Le blanc de plomb a connu un usage généralisé dans les peintures à l'huile : il accélère la réticulation des acides gras insaturés contenus dans les huiles siccatives, ce qui conduit à leur durcissement. Il a servi dans les beaux-arts, mais aussi en bâtiment dans les peintures de boiseries, pour peindre en blanc et comme pigment opacifiant et siccatif avec des pigments colorés chimiquement compatibles. La céruse a connu une grande faveur comme enduit pour la préparation des toiles à peindre, et en sous-couche dans toute sorte de peinture.
Les procédés anciens pour sa fabrication exigeaient peu de capital, et de nombreux producteurs en fournissaient, sous une quantité de noms indiquant la provenance comme le blanc de Berlin ou de Cremnitz. Le milieu artistique appelait blanc d'argent la céruse de qualité supérieure broyée à l'huile. En effet, la qualité de ces blancs variait. Le procédé hollandais donnait quelquefois un produit légèrement gris à cause de contaminations par le soufre ; d'autres producteurs mélangeaient le carbonate de plomb avec d'autres matières blanches comme la craie ou le baryte. Dans le courant du XIXe siècle, les chimistes mirent au point des procédés plus rapides ou donnant des résultats plus réguliers. L'usage des peintures à l'huile au blanc de plomb augmentait. Elles étaient particulièrement appréciées pour la peinture des bois exposés à l'humidité, à cause de leur action bactéricide et fongicide ; le blanc de plomb protège aussi le fer de la rouille. Au début du XXe siècle « céruse » tendait à désigner toute espèce de peinture blanche (PRV).
Au XIXe siècle, les artistes peintres, habitués à utiliser des poisons et notamment celui-ci, exprimèrent, malgré la toxicité avérée de la céruse, une certaine répugnance à l'abandonner en faveur du blanc de zinc, remplacé lui-même plus tard par le blanc de titane. Ils la jugeaient d'une blancheur et d'un pouvoir couvrant inégalés.
Aujourd'hui, le blanc de plomb ne concerne plus que les restaurateurs d'œuvres d'art. Bien que très stable quand il est protégé par le liant de la peinture, huile ou œuf, il brunit, rosit et noircit dans d'autres techniques sous l'influence de l'air et de ses polluants, notamment hydrogène sulfuré, et aussi de moisissures. Le carbonate de plomb se transforme en oxyde brun de plomb, en sulfure noir de plomb (galène) ou en sulfate blanc de plomb (anglésite). Le traitement consiste à transformer le sulfure de plomb noir en sulfate de plomb blanc, plus stable, par l'action de l'eau oxygénée, ou, le cas échéant, à essayer de régénérer le carbonate de plomb avec de l'acide acétique, puis du carbonate d'ammonium, qui permet d'éliminer les acides restants.
La datation au plomb 210 peut permettre de détecter des faux. Elle ne peut donner de date faute de connaître la teneur initiale en isotope radioactif, mais celui-ci a totalement disparu dans une peinture dont le plomb a été extrait avant le XIXe siècle. En revanche, la datation par la méthode du radiocarbone permet de dater de manière absolue les carbonates de plomb contenus dans les cosmétiques ou les peintures en mesurant l'isotope radioactif carbone 14.

## Production
La céruse s'obtenait par oxydation de lames de plomb par des vapeurs d'acide acétique. On obtenait un pigment blanc inodore, insoluble dans l'eau, après avoir débarrassé de l'eau qu'elle contenait, par un chauffage modéré, la poudre blanche récoltée. Ce pigment a l'inconvénient de noircir au contact du soufre, ce qui empêche certains mélanges avec d'autres matières colorantes et contribue à son ternissement, lorsqu'il est exposé à l'air.
En chauffant la céruse, on préparait, par simple calcination, le jaune de massicot et le minium de plomb.
Ce produit a notamment été fabriqué en France et en particulier au XIXe siècle dans le Nord du pays (Lille, Fives, Wazemmes, Roubaix, Tourcoing...), non loin d'une grande fabrique de plomb qui deviendra plusieurs décennies plus tard Métaleurop Nord.

## Toxicité

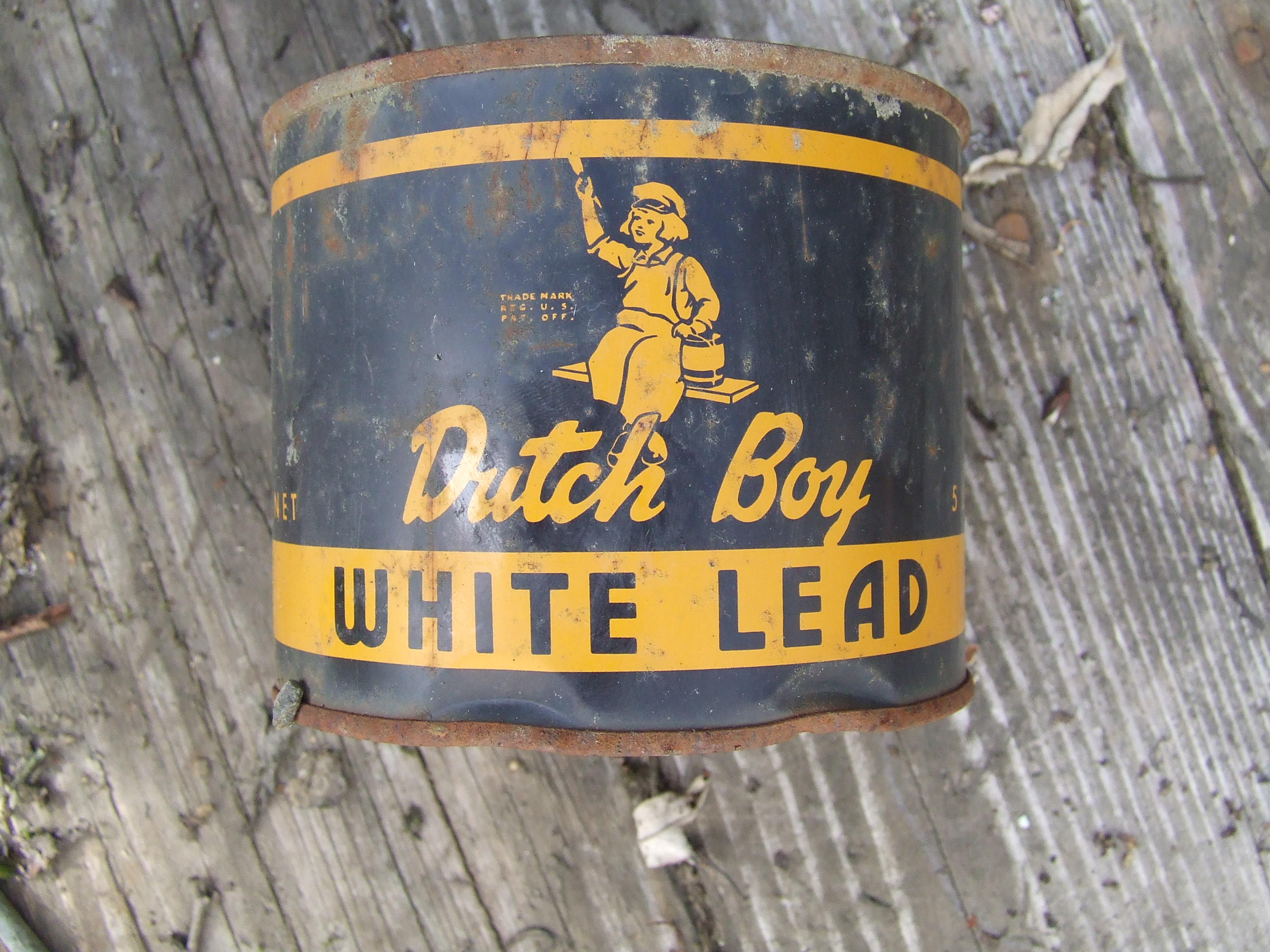
Photo d’une boîte de céruse de la marque « Dutch Boy »

La toxicité de la céruse est connue depuis l'Antiquité.
Sa teneur en plomb la rendait en effet toxique tant pour les ouvriers qui la fabriquaient, problème dénoncé au moins depuis le XIXe siècle, et pour les peintres qui l'appliquaient, que pour les enfants qui sont en contact avec les poussières ou écailles issues de cette peinture toxique. L'organisme n'élimine pas le plomb qu'il absorbe ; de petites doses ont un effet grave par accumulation. La céruse a été et reste responsable de plusieurs formes de saturnisme (dont le pica chez les enfants). 
On savait en France au moins depuis 1877 que la vapeur issue de la céruse était hautement toxique. Une  « épidémie d’intoxication saturnine »  avait frappé des habitants du XVIIe arrondissement de Paris qui avaient acheté du pain fabriqué par un boulanger ayant utilisé du bois de démolition peint à la céruse pour chauffer son four. Une ordonnance de police datée du 15 septembre 1877 interdit aux boulangers et pâtissiers d'utiliser du bois peint ou traité par un métal ou un produit chimique. Elle ne valait que pour Paris.
Au XIXe siècle, « la volonté politique de quelques-uns de dénoncer la dangerosité du poison se heurte cependant à un puissant front d’opposition, travaillant à acclimater dans les esprits, y compris au sommet de l’État, l’idée de l’innocuité de la céruse »
La toxicité de la céruse lui confère des vertus d'insecticide et de fongicide, de sorte qu'on l'a volontiers utilisé aussi pour protéger le bois. Le commerce de céruse pour la peinture a été progressivement interdit, mais des peintures anciennes ou certains gravats et matériaux de démolition en contenant subsistent, qui peuvent encore être source d'intoxication.

## Histoire
Le carbonate de plomb est connu depuis l'Antiquité. Xénophon, Dioscoride, Vitruve et Pline le mentionnent. Des femmes de la Grèce et de la Rome antique, se donnaient un teint plus blanc par un fard composé de blanc de plomb associé à des graisses, de la cire et des poudres minérales ou métalliques, qui permettait en outre de faire disparaître les irrégularités de la peau (taches de rousseur, rougeurs, rides). Son emploi a été croissant, malgré sa toxicité, tant comme maquillage que comme peinture.

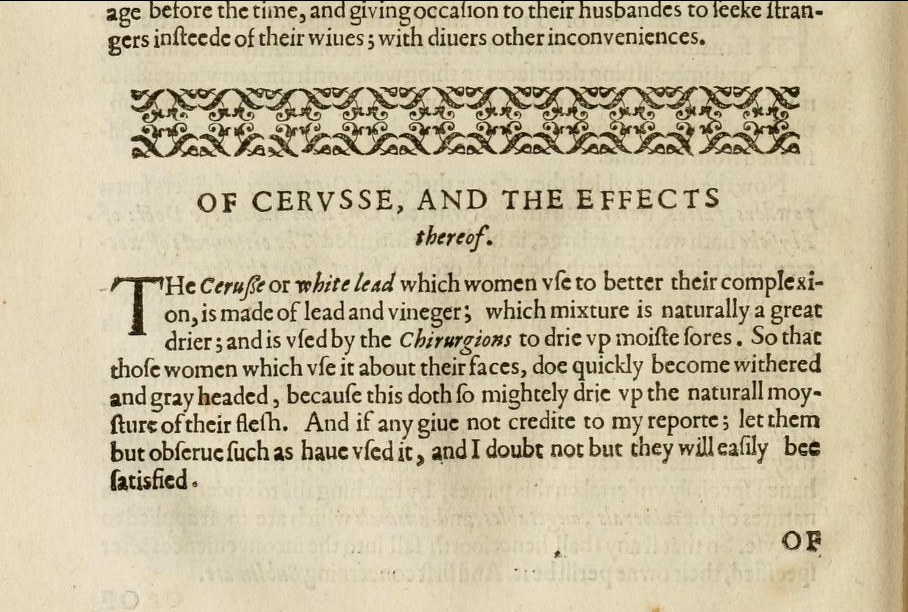
Des effets de la céruse, 1598

Au XVe siècle, on vendait sous le nom de céruse plusieurs produits qui n'étaient pas tous des carbonates de plomb, ou dans lesquels il était mêlé à de la craie.
La dangerosité du plomb est connue des Romains. Ce qui rend l'eau mauvaise dans les tuyaux en plomb, nous dit Vitruve vers −15, c'est qu'il s'y forme de la céruse, « matière que l'on dit être très nuisible au corps de l'homme. Or, si le plomb produit des matières malsaines, nul doute qu'il ne soit lui-même contraire à la santé. »,. On reconnaît  la dangerosité du plomb à cette époque au teint blafard des plombiers. Vitruve recommande l'usage de tuyaux en terre cuite.
Dans la seconde moitié du XVIIIe siècle, à la suite notamment des publications du docteur Maurice Deshais-Gendron en 1760, puis du docteur Anne-Charles Lorry en 1777, des médecins s'efforcèrent en vain de proscrire les fards qui contenaient de la céruse, recommandant l'utilisation de substances non toxiques, tel le talc, la poudre d'amidon ou la craie de Briançon. À la fin du siècle les effets toxiques de la céruse – dans son usage cosmétique – étaient reconnus de tous, tandis que les critères esthétiques avaient évolué, privilégiant le teint naturel. Au Japon  l'oshiroi (白粉) une poudre blanche qu'utilisaient les geishas, les maiko, les oiran (花魁) et les acteurs de kabuki, contenait de la céruse ce qui entraînait à long terme des problèmes de saturnisme. Ce pigment fit l'objet d'une demande croissante, y compris pour peindre des hôpitaux et autres lieux de soins, au XIXe siècle. La céruse était alors « essentiellement importée de Hollande et d’Angleterre » (Lestel 2002). Elle est interdite par la loi japonaise depuis 1934.
Le Conseil de salubrité de la Seine écrivait déjà en 1824 : « De tout temps la fabrication de la céruse a donné lieu à des accidents extrêmement graves […]. En Hollande, où la céruse se fabrique en très grande quantité, le tiers des ouvriers employés à cette opération périt chaque année ». Pourtant, malgré la connaissance certaine d'effets sanitaires effrayants pour la santé des ouvriers, en France, une production artisanale existait  « à la manière hollandaise »  chez Migneron de Brocqueville (Bordeaux), puis à Paris (25 rue d'Enfer, en 1790) ou encore à la Manufacture de blanc de céruse de Simon Léon Cauzauranc (Lagny-sur-Marne et rue de Vaugirard en plein Paris) en 1791).
Une production industrielle démarre en 1809, en région parisienne avec la fondation d'une usine de céruse à Clichy. À partir des années 1820 des entreprises du nord du pays, autour de Lille à Wazemmes, Lille-Moulin, Fives, Lille, Roubaix et Tourcoing produiront environ 80 % de toute la céruse utilisée en France, semble-t-il presque toujours selon la méthode dite « procédé  hollandais », dangereuse pour les ouvriers ; ainsi, malgré les précautions prises par Théodore Lefebvre, de 1826 à 1842, 30 à 35 de ses ouvriers (pour un total) de 100 à 110 employés présentaient des coliques de plomb selon une attestation écrite du docteur Degland, médecin attaché à la fabrique citée par Lefebvre et Cie 1865, p. 95. C'est dans cette région que l'on trouvera aussi l'une des plus grandes fonderies de plomb de toute l'Europe, Métaleurop Nord (Lestel 2002). À la fin de la Première Guerre mondiale, l'armée allemande en déroute bombarde ou sabote toutes les usines produisant le plomb ou qui l'utilisent pour fabriquer la céruse. Ces incendies et destructions causent une importante pollution environnementale. Certaines sont reconstruites et la production reprend.
Théodore Lefebvre, propriétaire de la Fabrique de céruse Théodore Lefebvre & Cie à Lille, arrive progressivement à réduire les émissions de poussière de plomb liées au procédé. Ils dépose en 1849 un brevet valable quinze ans « pour un nouvel appareil à pulvériser la céruse », qui réduit les risques d'inhalation pour les ouvriers. L'industrie du plomb a néanmoins laissé de graves séquelles sanitaires et environnementales (plus de 60 km2 gravement pollués rien que par l'usine Métaleurop-Nord).

### Alternatives au plomb dans la peinture
Dès 1783 à l’Académie de Dijon le chimiste Guyton de Morveau présente le travail de son préparateur de laboratoire, Jean-Baptiste Courtois, visant à produire industriellement du blanc de zinc comme substitut à la céruse. Cette proposition restera sans suites jusqu'à un débat public en 1796. Les peintres soulignent que sa fabrication est plus coûteuse que celle de la céruse, et que le blanc de zinc ne possède ni son éclat, ni ses propriétés siccatives — ce qui fait qu'il faut ajouter à la peinture d'autres composés du plomb —. 
En 1823 la France commence à réglementer la production de la céruse, mais abandonne presque aussitôt (par repentir royal de 1825). 
En 1845 le « blanc poison » apparaît dans le commerce comme alternative à la céruse de plomb, mais sans réussir à la détrôner. Une tentative d'imposer le blanc de zinc échoue en 1849, au profit d'une prolongation de la céruse pour un demi-siècle. 
Au début du XXe siècle on reparle de la toxicité du plomb, mais la Première Guerre mondiale éclipse le sujet, profitant même à l'industrie du plomb. Durant la reconstruction, pendant cinq ans (1921-1926) le débat devient international, après la guerre sous l'égide du Bureau international du travail, mais après la signature d'une convention internationale en 1921, le sujet disparaît à nouveau du débat public. « la prégnance des préoccupations d'emploi, la défense des marchés acquis et de l’industrie nationale dans un contexte concurrentiel international, la priorité donnée au court terme (...) chez les politiques comme dans un monde ouvrier marqué au sceau de la précarité et de la vulnérabilité » de même que « l'inertie des consommateurs » ont empêché une politique de santé publique prenant en compte la toxicité du plomb.

## Législation
En France, en 1834 est publiée une première Instruction du Conseil de Salubrité de la Seine relative à la fabrication de la céruse, et trois ans plus tard des Instructions sur les précautions à mettre en usage dans les fabriques de blanc de plomb, pour y rendre le travail moins insalubre.
En 1881, des Instructions du Conseil d’Hygiène de la Seine, reprises par une circulaire préfectorale en 1882 visent à diminuer les risques liés à la fabrication et la manipulation du plomb et de ses composés.
Un décret du 18 juillet 1902 réglemente l'usage du blanc de céruse dans l’industrie de la peinture en bâtiment. La loi du 20 juillet 1909, adoptée après une polémique d'envergure nationale, à laquelle participa notamment Georges Clemenceau, interdit l'usage de la céruse dans tous les travaux de peinture, sans pour autant en interdire la production, et avec une entrée en vigueur reportée à 1915. Cette lenteur est due au lobbyisme efficace des industriels du plomb qui mettent en avant la toxicité du blanc de zinc — largement moindre que celle de la céruse —, et au peu d'intérêt des professionnels.
Tandis que la loi tarde à être appliquée, les ouvriers peintres sont parfois facilement accusés de ne pas se protéger correctement. La responsabilité des employeurs finira par être fermement établie, d'abord par le vote de la loi du 25 octobre 1919 instituant le système de réparation des pathologies liées au travail, puis par l'adoption en 1921, à la suite de l'intervention du Bureau international du travail, d'une convention interdisant la céruse : cette convention sera ratifiée par la France en 1926.